# Molard de Lavours
Le Molard de Lavours est une colline de France située dans l'Ain, au nord-ouest du lac du Bourget, dans le Bas-Bugey. Il est entouré par le Rhône à l'est, le village de Lavours au sud-est et les zones humides du marais de Lavours à l'ouest et au nord. De forme massive, la colline culmine à 320 mètres d'altitude, soit 90 mètres au-dessus des terrains environnants.
Le Molard de Lavours constitue une ancienne île du lac du Bourget lorsque celui-ci s'étendait à toute la Chautagne jusqu'à Yenne et Seyssel après le passage du glacier du Rhône au cours des glaciations du Quaternaire. Les sédiments ayant comblé la région, il en résulte une vallée glaciaire à fond plat duquel émerge les anciennes îles.